# Varga Katalin (pszichológus)
Varga Katalin (Budapest, 1962. október 31. –) magyar pszichológus, hipnoterapeuta, MTA doktora, tanszékvezető az ELTE Pedagógiai és Pszichológiai Kar Affektív Pszichológiai Tanszékén. Az ELTE Pszichológiai Doktori Iskola törzstagja. A Magyar Tudományos Akadémia doktora.

## Életpályája
Felsőfokú tanulmányokat pszichológia szakon végzett. Az egyetemi oktatás mellett kutatási céljainak megvalósításában segítette őt 1986 és 1990 közt a Magyar Tudományos Akadémia Tudományos Továbbképzési Ösztöndíja. PhD fokozatot 1997-ben szerzett „A hipnózis szubjektív élményének és viselkedéses szintjének összehasonlító elemzése” című disszertációjával az Eötvös Loránd Tudományegyetemen. 1998 és 2001 közt az MTA Bolyai-ösztöndíjában részesült, majd habilitált 2005-ben a hipnotikus kapcsolat élményvilágának interakciós szemléletű elemzése témakörben. Egyszerre álltak előtte az egyetemi oktatási és kutatási feladatok, bekapcsolódni a tudományos kutatás nemzetközi vérkeringésébe, majd hozzásorakoztak az oktatás- és kutatásszervezési feladatok.
Az ELTE Bölcsészettudományi Kar Pszichológiai Intézetében 1986-tól 1990-ig a pszichológia szak alapképzésében vett részt, általános lélektani gyakorlatokat és speciális kollégiumokat tartott. 1990-ben bekapcsolódott a tanárszakosok pszichológiai képzésébe és a hipnózisból rendszeres intenzív kurzusokat tartott a göteborgi pszichológiai intézetekben. 1991-től ismét az ELTE pszichológia szak alapképzésében vett részt, általános lélektani előadásokat tartott, bekapcsolódott a műhelymunkába, témavezetéseket vállalt, általános lélektani gyakorlatokat tartott angol nyelven (ELTE, ELUP). 1993-ban a pszichológia szak szakirányú képzés keretében magatartástudományi, módszertani előadásokat tartott, ez utóbbiakat 1999-től angol nyelven is (ELTE, ELUP). 2001-től a pszichológia szak doktori iskolájában tutoriális kurzusokat vezetett, 2002-től speciális kollégiumokat vállalt angol nyelven (ELTE, ELUP). 2007-től a Perinatális szaktanácsadó szakirányú továbbképzési szakon előadásokat, gyakorlatokat, szemináriumokat tartott. 2009-től bekapcsolódott az MA képzésbe, 13 témavezetettje közül eddig (2013) hárman PhD fokozatot, ketten abszolutóriumot szereztek. 2013. augusztus 29. - szeptember 1. közt Varga Katalin társszervezője volt A hipnózis az orvoslásban elnevezésű első nemzetközi konferenciának (1st International Conference on Hypnosis in Medicine) Budapesten. Közben 2005 és 2010 között az ELTE Pszichológiai Intézetének intézetigazgató helyetteseként működött. Jelenleg az Affektív Pszichológiai Tanszék vezetője. Szuggesztiók Alkalmazása a Szomatikus Orvoslásban Képzés (SASOK) alapító oktatója.

## Kutatási területe
Kutatási területének tudományágai: pszichológia tudományok és egészségtudomány, ezen belül: perinatális tudományok kérdései; hipnózis; interakciós szinkronitás; módosult tudatállapotok; perioperatív állapotok; orvos-beteg kommunikáció; kritikus állapotú betegek pszichés vezetése.

## Tudományos közleményei és szerkesztései (válogatás)

### Magyar nyelven
- VARGA K. (2009) Pszichológus etika – 99 dilemma tükrében.[4] Medicina Kiadó, Budapest
- VARGA K., Suhai G. (2010) Szülés és születés, Lélektanon innen és túl. 2. kiadás. Pólya Kiadó, Budapest
- VARGA K. (szerk.) (2011) A szavakon túl. Kommunikáció és szuggesztió az orvosi gyakorlatban. Medicina Kiadó, Budapest.
- VARGA K. (2011). A transzgenerációs hatások az epigenetikai kutatások tükrében.[5] Magyar Pszichológiai Szemle, 66: (3) pp. 507–532.
- VARGA Katalin, Lénárt Ágota, Biró Eszter (2013). Alkalmazott affektív pszichológia: Emberi erőforrások mozgósítása kitüntetett élethelyzetekben (2013). In: Bányai É, VARGA K (szerk.) Affektív pszichológia: az emberi késztetések és érzelmek világa : egyetemi tankönyv. Budapest: Medicina, 2013 p. 581-613. p. ISBN 978 963 226 390 8
- VARGA K. (2013) Helyzet + oldások. Kommunikációs stratégiák kiélezett orvosi helyzetekben. Medicina Kiadó, Budapest. ISBN 978-9632264431
- Varga Katalin–Diószeghy Csaba: Hűtésbefizetés avagy A szuggesztiók szerepe a mindennapi orvosi gyakorlatban; 2. jav. kiad.; Pólya, Bp., 2013
- Affektív pszichológia. Az emberi késztetések és érzelmek világa. Egyetemi tankönyv; szerk. Bányai Éva, Varga Katalin; Medicina, Bp., 2014
- Rábeszélőtér. A szuggesztív kommunikáció környezetpszichológiája; szerk. Dúll Andrea, Varga Katalin; L'Harmattan, Bp., 2015 (Kívülbelül)
- VARGA K.(szerk.) (2021) A szülési fájdalom kezelése - nem farmakológiai módszerek, Medicina Könyvkiadó, Budapest, ISBN 9789632267913
- VARGA K., Andrek A., Molnár J.E. (szerk.) (2019) A szülés és születés minősége a perinatális tudományok megközelítésében, Medicina Könyvkiadó, Budapest, ISBN 9789632267227

### Angol nyelven
- Varga, K.; Bányai, É.I.; Gősi-Greguss, A.C. (1994) Parallel application of experiential analysis technique with subject and hypnotist: a new possibility for measuring interactional synchrony, The International Journal of Clinical and Experimental Hypnosis, 42:2, 130-139. http://doi.org/10.1080/00207149408409346
- Ambró Á, Czigler I, Varga, K (1997). The effect of visual hallucination suggestion on ERP in a colour matching paradigm. Paper presented at the XIV. International Congress of Hypnosis, San Diego, United States of America, June 21-27, 1997.
- Varga, K., Józsa E., Bányai É.I., Gősi-Greguss A.C., Kumar, V. (2001) Phenomenological experiences associated with hypnotic suggestibility, In: International Journal of Clinical and Experimental Hypnosis, Vol. 49, No. 1, January 2001, pp. 19–29.
- Varga, K., Józsa E., Bányai E. I., Gősi-Greguss A. Cs. (2008) Interactional Phenomenology of maternal and parental hypnosis styles, Contemporary Hypnosis 25(1) pp. 14–28
- Varga, K., Józsa, E., Bányai, É. I., & Anna C. Gősi-Greguss (2009) Patterns of interactional harmony: The phenomenology of hypnosis interaction. In G. D. Koester snd P. R. Delisle (Eds.) Hypnosis Theories, Research and Applications. New York: Nova Science Publishers Inc. pp. 53–98.
- Varga, K., Z.Németh, A. Szekely (2011) Lack of correlation between hypnotic susceptibility and various components of attention Consciousness and Cognition 20 (2011) 1872–1881.
- Beyond the Words: Communication and Suggestion in Medical Practice (2011) /ed. *Varga, K.,. Ser. Public Health in the 21st Century, 461 p. ISBN 978-1-61668-590-4[6]
- Varga, K., (2013) Phenomenology of hypnosis interaction. New York: Nova Science Publishers Inc., 2013.
- Varga, K., Kekecs Z. (2014) Oxytocin and Cortisol in the Hypnotic Interaction INTERNATIONAL JOURNAL OF CLINICAL AND EXPERIMENTAL HYPNOSIS 62:(1) pp. 111–128. (2014)
- Varga, K., Kekecs Z. (2014) The role of relational factors in oxytocin and cortisol in hypnotic interaction, In: Hypnosis and Resilience: From Trauma and Stress to Resources and Healing, (2014) p. 8.
- VARGA K., Kekecs, Z. (2015) Feature-based coding system: A new way of characterizing hypnosis styles, INTERNATIONAL JOURNAL OF CLINICAL AND EXPERIMENTAL HYPNOSIS 63: (2) pp. 215-235.
- Varga, K., (2017) Suggestive techniques without inductions for medical interventions, In: Jensen, MP (ed.) The Art and Practice of Hypnotic Induction, Denny Creek Press (2017) pp. 114-135.
- Varga, K., Kekecs, Z., Myhre PS, Józsa, E. (2017) A Neutral Control Condition for Hypnosis Experiments: “Wiki” Text, INTERNATIONAL JOURNAL OF CLINICAL AND EXPERIMENTAL HYPNOSIS 65: (4) pp. 429-451.
- Szeverenyi, C., Kekecs, Z., Johnson, A., Elkins, G., Csernatony, Z., & Varga, K. (2018). The Use of Adjunct Psychosocial Interventions Can Decrease Postoperative Pain and Improve the Quality of Clinical Care in Orthopedic Surgery: A Systematic Review and Meta-Analysis of Randomized Controlled Trials. JOURNAL OF PAIN, 19(11), 1231–1252. http://doi.org/10.1016/j.jpain.2018.05.006
- Adrienn, K. S., Csaba, D., & Varga, K. (2018). Hypnotic communication: The way to handle the different states of mind even in critical illness. In XXI World Congress of Medical and Clinical Hypnosis (pp. 204–205).
- Kasos, E., Kasos, K., Pusztai, F., Polyák, Á., Kovács, K.J., Varga, K.. (2018) CHANGES IN OXYTOCIN AND CORTISOL IN ACTIVE-ALERT HYPNOSIS: Hormonal Changes Benefiting Low Hypnotizable Participants. INTERNATIONAL JOURNAL OF CLINICAL AND EXPERIMENTAL HYPNOSIS 66: (4) pp. 404-427. http://doi.org/10.1080/00207144.2018.1495009
- Fritúz, G., Blaskó, Á., Kasos, K., Varga, K., Eke, C., & Gál, J. (2018). Comparision of psychological fidelity of drama and simulation based medical education (DSBME) and simulation based medical education (SBME) – A study design. RESUSCITATION, 130, e85. http://doi.org/10.1016/j.resuscitation.2018.07.175
- Varga, K.., (2021) Possible Mechanisms of Hypnosis from an Interactional Perspective, BRAIN SCIENCES 11: (7) p. 903.
- Varga, K.., Bányai, É., Kekecs, Z., & Kasos, E. (2023). University and Hypnosis: Some Aspects of a “Win-Win” Situation. In Hypnosis in Academia (pp. 83–106). http://doi.org/10.1007/978-3-031-22875-9_6

## Nemzetközi szakmai tevékenysége
- 1995-től a Disszociáció európai kutatóprogramjában együttműködő partner;
- 1996 az Európai Hipnózis Kongresszus társ-szervezője;
- 1997-től meghívott előadó nemzetközi és európai hipnózis konferenciákon;
- 2000 Tanulmányút a Mexikói Erickson Központban, az Ericksoni Hipnoterapeuta képzés megszerzése;
- 2001-től a Magyar Hipnózis Egyesület képviselője az Európai ill. Nemzetközi Hipnózis Társaságban;
- 2013 Nemzetközi konferencia társ-szervezője: 1st International Conference on Hypnosis in Medicine, Budapest.

## Konferencia-szereplései
- 1987-től rendszeres elsőszerzős előadások nemzetközi konferenciákon;
- 1996-tól meghívott workshopok nemzetközi konferenciákon;
- 1997-től meghívott előadások nemzetközi konferenciákon.

## Szakmai közéleti munkássága (válogatás)
- Magyar Pszichológiai Társaság (2000 és 2004 közt tudományos titkár);
- A Magyar Hipnózis Egyesület[7][8] elnöke;
- Az International Society of Hypnosis-ban Magyarország képviselője;
- Swedish Society of Clincal and Experimental Hypnosis tiszteletbeli tagja (2001-);
- Az Aktív Szülés Program szakembere, kuratóriumi tag;
- A Perinatális Szaktanácsadó posztgraduális szak alapítója, felelős oktatója;
- Az Osztrák Orvosi Antropológiai társaság (Austrian Society of Medical Anthropology) tudományos bizottságának tagja (2011-).

## Szakmai ösztöndíjak, elismerések (válogatás)
- MOTESZ díjjal kitüntetett pályamunka témavezetése (1999)
- A “Magyar Hipnózisért” emlékérem (2000)
- Kiváló minősítéssel zárt Bolyai-ösztöndíj (2001)
- OTDK első helyezést elért pályamunka témavezetése (2009)
- Pro Universitate emlékérem arany fokozat (2010)